# IGRいわて銀河鉄道いわて銀河鉄道線
いわて銀河鉄道線（いわてぎんがてつどうせん、英語: Iwate Galaxy Railway Line）は、岩手県盛岡市の盛岡駅から青森県三戸郡三戸町の目時駅までを結ぶIGRいわて銀河鉄道（第一種鉄道事業者）の鉄道路線である。また、日本貨物鉄道（JR貨物）が第二種鉄道事業者となっている。

## 概要
元は東日本旅客鉄道（JR東日本）東北本線の一部で、2002年（平成14年）12月1日の東北新幹線盛岡駅 - 八戸駅間開業の際に並行在来線として経営分離された区間のうち、IGRいわて銀河鉄道が継承した岩手県内の区間にあたる。なお、青森県内は青い森鉄道が継承した。
なお、IGRいわて銀河鉄道が自社で鉄道資産を保有する線路区間は、盛岡駅北側の場内信号機付近にある会社境界点から目時駅南側の県境上の会社分界点までである。また、キロポストは分離前のJR東日本東北本線時代の東京起点のものがそのまま使用され、IGR線内各踏切に書かれているキロ数表示も東北本線時代のまま東京からの通算表示となっている。さらに踏切番号標識も旧東北本線時代のまま油島起点（JR東日本盛岡支社管内）からの連番となっている。

### 路線データ
- 管轄（事業種別）：IGRいわて銀河鉄道（第一種鉄道事業者） ・日本貨物鉄道（第二種鉄道事業者）
- 区間（営業キロ）：盛岡 - 目時 82.0 km[2]
- 軌間：1,067 mm（狭軌）
- 駅数：18駅（起終点駅含む）
このうち、目時駅は青森県管理であるため、当路線の自社管轄駅は17駅[2]。なお、IGRいわて銀河鉄道公式サイトの路線図に目時駅は記載されておらず、同社による駅情報ページもない。
- 複線区間：全線複線
- 電化区間：全線（交流20,000 V 50 Hz・架空電車線方式）
- 閉塞方式：複線自動閉塞式（CTC・PRC付帯）
- 運転指令所：ぎんが指令
- 最高速度：100 km/h[1]
- IC乗車カード対応区間：なし[3]

## 運行形態

### 地域輸送
運転系統としては青い森鉄道線目時駅 - 八戸駅間と事実上一体の運行で、すべての列車が各駅停車として運転されており、地域輸送に徹している。
日中時間帯は、盛岡駅 - 滝沢駅間が1時間に2 - 3本程度、滝沢駅 - 好摩駅・いわて沼宮内駅間が1時間に1 - 2本程度、いわて沼宮内駅以北が1 - 2時間に1本程度の運転となっている。
盛岡駅 - 八戸駅間の直通運転系統が1 - 2時間に1本程度（上りは約3時間開く時間帯あり）運行されている。なお、会社境界である目時駅を始発・終着とする列車はなく、乗務員も目時駅で交代せずに盛岡駅 - 八戸駅間を通し乗務する。車掌に関しては青い森鉄道線の乗務はなく、盛岡駅 - 金田一温泉駅間の乗務となる。
それに加えて、盛岡駅 - 滝沢駅・いわて沼宮内駅間の区間列車も多数設定されている（23時台の滝沢行き終電は平日のみの運行）。区間列車はこのほか、盛岡駅 - 好摩駅間の各駅停車が1往復、盛岡駅 - 二戸駅間の各駅停車が朝に1往復、盛岡駅 - 金田一温泉駅間の各駅停車が3.5往復、三沢駅 - 盛岡駅間の各駅停車（八戸駅で列車番号が変更）が上り1本、二戸駅 - 八戸駅間の各駅停車が夕方に1往復それぞれ設定されている。
朝の通勤・通学の時間帯には、JR東北本線への直通列車として、一ノ関駅 - 滝沢駅間の列車が1往復（一ノ関駅を5時台に出る始発列車が、滝沢駅で折り返して一ノ関行きになる運用）設定されているほか、下りは一ノ関発いわて沼宮内行きが1本、上りはJR花輪線から直通する鹿角花輪発日詰行き（土曜・休日は盛岡行き）が1本、いわて沼宮内発北上行きが1本、あわせて下り2本・上り3本設定されている。東北本線と直通運転する電車列車（IGR7000系・JR東日本701系を使用）については、盛岡駅で乗務員が交代している。
好摩駅を起点とするJR花輪線の列車は、全列車が当線に乗り入れ、盛岡駅まで運行する（平日の鹿角花輪発の上り1本は、さらに盛岡駅を越えて東北本線日詰駅まで運行する）。会社境界の盛岡駅および好摩駅における乗務員の引継は行われず、これらの直通気動車列車はJR東日本の運転士と車掌が盛岡駅 - 好摩駅まで通しで乗務している。
2010年12月3日までは釜石発花巻経由好摩行きが1本設定されていた（翌4日からは盛岡止め）。
盛岡駅 - 八戸駅間の直通運転系統は、かつては毎時1本は確保されていたが、2017年3月4日に実施されたダイヤ改正からは、日中時間帯を中心に盛岡駅 - 八戸駅間の直通列車が減便され、金田一温泉駅折り返しに変更になった。翌2018年のダイヤ改正では、減便された日中時間帯の2本が再度八戸駅まで運行されることとなった。
また、朝に気動車で小鳥谷駅 - 鮫駅間にJR八戸線直通列車が下り1本運行されていたが、2017年3月4日のダイヤ改正で電車に置き換えられた上で青森行きに変更され、小鳥谷駅 - 八戸駅間の気動車の列車は事実上消滅した。
当線盛岡方面各駅と花輪線各駅相互間は連絡運輸が設定されているため通しの乗車券で乗車できるが、好摩駅において花輪線大更・鹿角花輪・大館方面と当線・青い森鉄道線いわて沼宮内・二戸・八戸方面は連絡運輸が設定されていないため、乗車券は好摩駅で打ち切りとなる。ただしJR線の前後で利用する場合に限っては通過連絡運輸が設定されている。また、前述の下り小鳥谷発青森行きと上り三沢発盛岡行きなど、IGR線各駅から陸奥市川駅 - 青森駅の各駅間を乗車する場合は、IGR線各駅 - 目時駅間の乗車券と青い森鉄道線目時駅 - 陸奥市川駅以遠の乗車券または運賃がそれぞれ必要となる。

### 広域輸送
新幹線開通前の東北本線時代は昼行・夜行問わず多くの特急列車や貨物列車が走っていた。IGR移管時に昼行の特急列車の運転は終了し、IGR移管後も運転されていた夜行旅客列車は北海道新幹線開業を前にした札幌発2016年3月20日の寝台特急「カシオペア」を最後に運転が終了したものの、東北本線時代と同様、本州と北海道を結ぶ物流の幹線ルートの一部であり、引き続きJRから多数の貨物列車が通過している。これらの機関車牽引列車は、JR貨物及びJR東日本の乗務員で運転されている。
かつて当区間の貨物牽引機はED75形電気機関車の重連だったが、車両の老朽化と線路使用料節約の観点からEH500形への置き換えが急速に進み、2010年3月13日ダイヤ改正時からは当区間（青い森鉄道線も含む）よりED75形が完全撤退しすべてEH500形に統一された。

## 利用状況

### 輸送実績
いわて銀河鉄道線の輸送実績を下表に記す。
表中、最高値を赤色で、最高値を記録した年度以降の最低値を青色で、最高値を記録した年度以前の最低値を緑色で表記している。
| 年度別輸送実績     | 年度別輸送実績             | 年度別輸送実績             | 年度別輸送実績             | 年度別輸送実績             | 年度別輸送実績 | 年度別輸送実績                                               |
| 年 度              | 輸送実績（乗車人員）：万人 | 輸送実績（乗車人員）：万人 | 輸送実績（乗車人員）：万人 | 輸送実績（乗車人員）：万人 | 輸送密度 人/日 | 特記事項                                                     |
| ------------------ | -------------------------- | -------------------------- | -------------------------- | -------------------------- | -------------- | ------------------------------------------------------------ |
| 年 度              | 通勤定期                   | 通学定期                   | 定期外                     | 合計                       | 輸送密度 人/日 | 特記事項                                                     |
| 2002年（平成14年） | 36.2                       | 71.9                       | 61.4                       | 169.5                      |                | 2002年12月1日、東日本旅客鉄道から移管・開業（121日間の数値） |
| 2003年（平成15年） | 96.6                       | 246.1                      | 182.6                      | 525.3                      |                |                                                              |
| 2004年（平成16年） | 91.8                       | 234.7                      | 162.8                      | 489.3                      |                |                                                              |
| 2005年（平成17年） | 91.2                       | 221.0                      | 183.3                      | 495.5                      |                |                                                              |
| 2006年（平成18年） | 102.3                      | 221.3                      | 179.0                      | 502.6                      |                | 2006年3日18日青山駅開業                                      |
| 2007年（平成19年） | 107.2                      | 216.6                      | 174.4                      | 498.2                      |                |                                                              |
| 2008年（平成20年） | 106.4                      | 214.5                      | 165.9                      | 486.8                      |                |                                                              |
| 2009年（平成21年） | 104.5                      | 208.0                      | 160.3                      | 472.8                      |                |                                                              |
| 2010年（平成22年） | 105.4                      | 217.9                      | 154.1                      | 477.4                      |                | 東日本大震災                                                 |
| 2011年（平成23年） | 105.0                      | 215.1                      | 149.6                      | 469.7                      |                |                                                              |
| 2012年（平成24年） | 111.5                      | 220.5                      | 162.3                      | 494.3                      | 3,025          |                                                              |
| 2013年（平成25年） | 141.3                      | 228.6                      | 153.7                      | 523.6                      | 3,109          | 台風18号災害                                                 |
| 2014年（平成26年） | 147.1                      | 230.1                      | 150.2                      | 527.4                      | 3,154          | 北斗星定期運行終了（3/13）                                   |
| 2015年（平成27年） | 149.1                      | 224.3                      | 143.6                      | 517.0                      | 2,969          | 北斗星臨時（8/22）、カシオペア（3/20）運行終了               |
| 2016年（平成28年） | 153.0                      | 227.7                      | 136.5                      | 517.2                      | 2,803          |                                                              |
| 2017年（平成29年） | 155.7                      | 230.2                      | 137.6                      | 523.5                      | 2,793          |                                                              |
| 2018年（平成30年） | 156.9                      | 230.6                      | 137.5                      | 525.0                      | 2,762          |                                                              |
| 2019年（令和元年） | 158.8                      | 222.0                      | 129.8                      | 510.6                      | 2,694          |                                                              |
| 2020年（令和2年）  | 147.6                      | 205.7                      | 82.3                       | 435.6                      | 2,231          |                                                              |

鉄道統計年報運輸成績表（国土交通省）より抜粋。

## 使用車両
定期旅客列車に使用される（された）車両を示す。

### 現用車両
- IGR7000系電車 - IGRいわて銀河鉄道所属
  - 全線で運用される。
- 青い森701系電車 - 青い森鉄道所属
  - 全線で運用。盛岡駅 - 八戸駅間の列車のうち2往復（朝・夕方各1往復）及び朝の小鳥谷発八戸行で運用される。
- 701系電車 - JR東日本盛岡車両センター所属
  - 盛岡駅 - いわて沼宮内駅間で運用。朝の東北本線直通列車（盛岡駅 - 滝沢駅間で1往復）のほか、線内折り返しの盛岡 - いわて沼宮内間1往復の列車で運用される。
- キハ110系気動車 - JR東日本盛岡車両センター所属
  - 花輪線との直通列車として、盛岡駅 - 好摩駅間で運用される。

### 過去の車両
- キハ40系気動車 - JR東日本八戸運輸区所属
  - 小鳥谷駅 - 目時駅間で運用。八戸線に直通する小鳥谷駅 - 鮫駅間の普通列車で使用されたが、2017年3月3日をもって同列車が廃止され、当線での運行は終了した。
- キハ58系気動車 - JR東日本盛岡車両センター所属
  - 花輪線直通列車として盛岡駅 - 好摩駅間で運用されたが、キハ110系への置き換えで撤退した。
- キハ52形気動車 - JR東日本盛岡車両センター所属
  - キハ58系同様、花輪線直通列車として盛岡駅 - 好摩駅間で運用されたが、キハ110系への置き換えで撤退した。
- 24系客車 - JR北海道札幌運転所・JR東日本尾久車両センター所属
  - 寝台特急「北斗星」で使用されていた。2015年3月14日に定期運行を終了。

## 歴史

### 日本鉄道
- 1891年（明治24年）9月1日：日本鉄道盛岡 - （目時 - 青森）間が開業[7]。当時目時駅は未開業。
- 1893年（明治26年）2月15日：一ノ戸駅（現在の一戸駅）開業[7]。
- 1898年（明治31年）1月11日：川口駅（現在の岩手川口駅）開業[7]。
- 1906年（明治39年）1月21日：滝沢駅開業[7]。

### 官営鉄道→鉄道省→日本国有鉄道
- 1906年（明治39年）11月1日：日本鉄道が国有化。
- 1907年（明治40年）11月1日：一ノ戸駅を一戸駅に改称[7]。
- 1909年（明治42年）
  - 9月21日：小繋駅開業[7]。
  - 10月12日：線路名称制定。東北本線とする。
  - 11月25日：金田一駅（現在の金田一温泉駅）開業[7]。
- 1915年（大正4年）9月11日：中山駅を奥中山駅に改称[7]。
- 1918年（大正7年）11月1日：厨川駅開業。御堂信号場開設[7]。
- 1921年（大正10年）6月1日：福岡駅を北福岡駅に改称[7]。
- 1924年（大正13年）12月20日：目時信号場開設[7]。
- 1934年（昭和9年）2月1日：川口駅を岩手川口駅に改称（同年2月15日に埼玉県の川口町駅を川口駅に改称）[7]。
- 1943年（昭和18年）10月1日：滝沢 - 好摩間に渋民信号場、奥中山 - 小繋間に西岳信号場開設[7]。
- 1944年（昭和19年）10月11日：厨川 - 滝沢間に長根信号場、御堂信号場 - 奥中山間に吉谷地信号場、小繋 - 小鳥谷間に滝見信号場開設[7]。
- 1948年（昭和23年）10月1日：目時信号場を駅に変更し、目時駅開業[7]。
- 1949年（昭和24年）
  - 6月1日：日本国有鉄道法施行に伴い、日本国有鉄道（国鉄）に移管。
  - 9月15日：御堂信号場 - 奥中山間の吉谷地信号場廃止。
- 1950年（昭和25年）12月1日：渋民信号場を駅に変更し、渋民駅開業[7]。
- 1956年（昭和31年）10月8日：御堂信号場 - 奥中山間が複線化。
- 1960年（昭和35年）11月1日：盛岡 - 厨川間に青山信号場開設[7]。
- 1961年（昭和36年）4月15日：御堂信号場を駅に変更し、御堂駅開業[7]。
- 1962年（昭和37年）12月10日：斗米信号場開設[7]。
- 1964年（昭和39年）12月8日：盛岡 - 青山信号場間が複線化。
- 1965年（昭和40年）
  - 8月4日：青山信号場 - 厨川間が複線化。青山信号場廃止。
  - 9月21日：渋民 - 好摩間が複線化。
  - 9月25日：一戸 - 鳥越信号場間が複線化。鳥越信号場開設[7]。
  - 9月27日：小繋 - 滝見信号場間が複線化。
  - 12月14日：西岳信号場 - 小繋間が複線化。
- 1966年（昭和41年）
  - 9月26日：奥中山 - 西岳信号場間が複線化。西岳信号場廃止。
  - 10月1日：斗米信号場を駅に変更し、斗米駅開業[7]。
- 1967年（昭和42年）
  - 7月25日：滝見信号場 - 小鳥谷間 複線化。滝見信号場廃止。
  - 9月15日：岩手川口 - 沼宮内間が複線化。滝沢駅移転[7]。
  - 9月29日：滝沢 - 渋民間が複線化。
  - 12月14日：金田一 - 目時間を複線新線に切り替え。
- 1968年（昭和43年）
  - 4月25日：厨川 - 滝沢間が複線化。長根信号場廃止。
  - 6月4日：沼宮内 - 御堂間が複線化。
  - 6月11日：鳥越信号場 - 北福岡間が複線化。鳥越信号場廃止。
  - 6月17日：好摩 - 岩手川口間が複線化。
  - 6月21日：北福岡 - 金田一間が複線化。
  - 7月12日：小鳥谷 - 一戸間が複線化。盛岡 - 目時間の複線化完成。
  - 8月22日：盛岡 - 目時（ - 青森）間が電化（交流20,000 V・50 Hz）。
- 1976年（昭和51年）8月2日：盛岡 - 目時（ - 青森）間CTC化。
- 1987年（昭和62年）2月1日：北福岡駅を二戸駅に、金田一駅を金田一温泉駅に改称[7]。

### 東日本旅客鉄道
- 1987年（昭和62年）4月1日：国鉄分割民営化に伴い、東日本旅客鉄道（JR東日本）に承継。
- 1990年（平成2年）12月24日：整備新幹線着工等についての政府・与党申し合わせ。「建設着工区間の並行在来線は、新幹線開業時にJRから経営分離することを事前に確認する」ことが条件とされる[2][8]。
- 1991年（平成3年）
  - 6月：「並行在来線対策岩手県協議会」発足。協議の結果、経営分離やむなしの結論に至る[2]。
  - 7月：岩手・青森両県知事から運輸省鉄道局長に対して、東北本線 沼宮内 - 八戸間の経営分離に同意する旨回答[2]。
- 1995年（平成7年）4月：岩手県知事から運輸省鉄道局長に対して、東北本線 盛岡 - 沼宮内間の経営分離に同意する旨回答[2]。
- 1996年（平成8年）12月25日：建設着工する区間の並行在来線について、新幹線開業時にJRから経営分離することで政府・与党合意[8]。
- 1999年（平成11年）7月：岩手県・青森県知事会談において、「経営主体は両県がそれぞれ設立すること」、「貨物走行に伴う適切な対価をJR貨物に求めること」などについて合意[2]
- 2001年（平成13年）
  - 5月25日：IGRいわて銀河鉄道株式会社発足[2]。
  - 11月28日：JR東日本が国土交通省に東北本線盛岡 - 八戸間の廃止届を提出[9]。
- 2002年（平成14年）
  - 5月28日：同年3月15日に申請されていた、いわて銀河鉄道線 盛岡 - 目時間におけるIGRいわて銀河鉄道の第一種鉄道事業（旅客運送）を、国土交通省が許可[2][10][11]。
  - 7月：IGRいわて銀河鉄道が国土交通省東北運輸局より、旅客運賃の上限設定認可[2]。
  - 8月：IGRいわて銀河鉄道が普通運賃、通勤定期運賃、通学定期運賃、団体運賃、回数運賃を国土交通省東北運輸局へ届出[2]。
  - 9月：IGRいわて銀河鉄道の新造車両 IGR7000系が完成[2]
  - 10月：IGRいわて銀河鉄道が連絡運輸、乗継割引運賃、特殊割引運賃、企画商品の設定を国土交通省東北運輸局へ届出[2]。

### IGRいわて銀河鉄道移管後
- 2002年（平成14年）12月1日：東北新幹線の八戸延伸に伴い、並行在来線として東日本旅客鉄道（JR東日本）から移管しいわて銀河鉄道線となる[2][12]。沼宮内駅をいわて沼宮内駅、奥中山駅を奥中山高原駅に改称[7]。各駅列車の本数を毎時1本に増発。
- 2003年（平成15年）10月：IGRいわて銀河鉄道が国土交通省東北運輸局より事業基本計画の変更（巣子駅）について認可[2]。
- 2004年（平成16年）
  - 3月：IGRいわて銀河鉄道が国土交通省東北運輸局より事業基本計画の変更（青山駅）について認可[2]。
  - 8月：IGRいわて銀河鉄道が国土交通省東北運輸局より工事計画（青山駅・巣子駅）を認可[2]。
  - 12月：青山駅工事起工[2]。
- 2005年（平成17年）
  - 1月：小繋駅に置かれた「命のノート」を題材にした映画『待合室』ロケにIGRいわて銀河鉄道が全面協力。
  - 3月：巣子駅工事起工[2]。
  - 4月：通学定期運賃の激変緩和措置（対JR比1.35倍）の終了による再激変緩和措置（対JR比1.65倍）の設定に伴い、通学定期運賃変更。当初は2007年（平成19年）3月末までの予定だったが、再々激変緩和措置として、2009年（平成21年）3月末まで延長[2]。
  - 9月10日：開業3周年特別企画として社を全国にPRすべく、歌手の大川栄策を招いて臨時列車「大川栄策号」を盛岡 - いわて沼宮内間で運行。
- 2006年（平成18年）3月18日：青山駅、巣子駅開業[2][7]。
- 2008年（平成20年）
  - 10月1日 - 12月20日：盛岡 - 青山間において、岩手県交通・岩手県北バス発行のバスカードの利用を試験的に実施[13]。ただし、試験的なものだったため、JRや大手私鉄のように自動改札機を設置したりはせず、路線バスで使用されているカードリーダーを採用した。
  - 11月5日：「地域医療ライン」として平日に盛岡方面の病院への通院者などの優先車両を運行開始。この車両を利用する企画乗車券「あんしん通院きっぷ」発売[14]。
- 2010年 （平成22年）
  - 2月：特別企画定期券「Campass」（キャンパス）をいわて銀河鉄道線限定で、盛岡・青山・滝沢・目時のいずれか発着駅を利用する大学生対象に発売開始[15][16]。2011年には岩手県交通の路線バス定期券を付けた「Campass+」（キャンパスプラス）も発売[17][16]。あらかじめ沿線の指定大学[注釈 6]の在校生に会員登録させ、購入者枠を設定した1年間有効（4月から翌年3月まで）の通学定期券。
  - 12月4日：JR花輪線直通快速「八幡平」がいわて銀河鉄道線内各駅停車となる。盛岡 - 青山間のみで設定されていた「IGR・バス乗継通勤定期券」の発駅エリアが、盛岡駅から指定エリアまで岩手県交通バスを利用する場合に限り、IGR全駅に拡大[18]。
  - 12月11日：JR東日本と共同使用していたシステムから新指令システム・指令室へ切替を実施[2][19]。
- 2011年（平成23年）
  - 8月1日：東北本線との直通運転区間が、金田一温泉 - 一ノ関間からいわて沼宮内 - 一ノ関間に短縮。
  - 9月1日：盛岡 - 金田一温泉の全駅において駅構内が全面禁煙となる[20][21]。
- 2012年（平成24年）7月14日：いわて銀河鉄道線各駅から花巻空港へのアクセスを目的とし、岩手県交通の空港連絡バスと組み合わせた割引乗車券「らくとく空港きっぷ」を発売[22]。
- 2013年（平成25年）4月1日：運賃改定。50キロ以上の普通運賃並びに一部区間の定期運賃を値下げ[23][24][25]。
- 2014年4月1日：位置情報ブラウザーゲーム「コロニーな生活」と連携した沿線の観光支援として企画きっぷ「コロプラ1日フリーきっぷ」を発売。株式会社コロプラとタイアップ、IGR線盛岡 - 目時間が1日乗り降り自由だった[26]。
- 2015年（平成27年）3月14日：八戸方面からの快速を普通列車に変更[27]。JR花輪線直通快速「八幡平」を廃止[28]。これにより、国鉄・JR時代から運行されていた快速列車を含む定期優等列車の線内運行は無くなり、定期列車は普通列車のみの運転となる。同時に日中時間帯のワンマン列車において、盛岡駅 - 金田一温泉駅間で車内メロディが使用開始される。
- 2016年（平成28年）
  - 3月26日：北海道新幹線開業に伴い、寝台特急「カシオペア」（札幌発3月20日を最後に運転終了[29]）が廃止[30]、当線を通過していた寝台特急全廃。
  - 6月1日：台湾鉄路管理局台中線と姉妹鉄道協定を締結[31]。
- 2017年（平成29年）
  - 3月4日：この日実施のダイヤ改正で、小鳥谷発八戸線直通列車が青森行きに変更。これにより、国鉄・JR時代から運行されていた岩手県内の駅から八戸線直通列車[32]が消滅した。
  - 11月25日：青い森鉄道と共同で「IGR・青い森鉄道開業15周年記念フリーきっぷ」発売[33]。
- 2022年（令和4年）8月3日：大雨による災害で、いわて沼宮内 - 二戸間が不通になる[34]。

## 通勤定期券と企画乗車券

### 通勤定期券
IGR線内の駅を発着とする定期券とバス輸送を連携させた割引乗車券「IGR・バス乗継通勤定期」の額面を定額に設定し、岩手県交通版と岩手県北バス版の2種類を発売。鉄道の青山駅・盛岡駅間とバス路線の盛岡駅前・盛岡バスセンター間、みずほ銀行・青春館前間の乗継割引を実施している。当初の発売期間を2007年（平成19年）4月1日から2009年（平成21年）3月31日と1年間延長したのち、順次更新してきた。
定期券面に記載の利用者特典として、第1弾は本人と同伴者1名を対象に盛岡市内の指定映画館で鑑賞料金に割引を適用。第2弾として沿線の4店舗と提携、定期券面記載の利用者本人を対象に各店舗で特典を用意した。
- 二戸駅周辺
  - 雑穀茶屋つぶっこまんま：セットメニュー100円割引
  - 笑満食堂：もっきり・コーヒー・アイスクリームのいずれか品サービス
- いわて沼宮駅周辺
  - ダイニングYAYA：500円以上飲食で10%割引
  - エステティックサロン アンティーム：セルフエステコース500円割引

第3弾として定期券面記載の利用者と同伴者の合計2名を対象する入場料割引の対象に、温泉施設の導入。下記9施設のフロントで、いわて銀河鉄道線内の定期券を提示すると正規料金を50円から200円割引した。
- 八幡平温泉館 森乃湯
- 焼走りの湯
- なかやま荘
- 安比温泉 岩畑の湯
- 綿帽子温泉館 あずみの湯
- フロンティアの湯
- 新安比温泉（同伴者3名まで対象）
  - ドーミー倶楽部 安比高原
  - ぬくもりの里NUC（同伴者4名まで対象）

### 地域振興
個人に特化した商品として、開業5周年を記念したIGR全線1日乗り放題の企画きっぷ「バースデーきっぷ」を発売。当初は2007年（平成19年）11月26日から2008年（平成20年）11月29日を発売期間とし、利用有効日は2007年12月1日から2008年11月30日のうち購入者の誕生日当日のみであった。2017年（平成29年）12月に開業15周年記念で10年ぶりに発売され、発売期間が通年化、また利用できる日が誕生日当日とその前後1日に拡大されている。
地域住民の高齢化を受け、県北部の岩手町・一戸町・二戸市から盛岡市内の総合病院への通院を支援するサービス「IGR地域医療ライン」を開始。定期的な通院による肉体的負担を軽くできるように、自家用車で自宅から駅まで移動すると「あんしん通院きっぷ」購入者は無料駐車場の利用と交通費の節約ができる。また通院時間帯の指定列車は後方車両の全座席が優先席であり、通院客等に対応する乗務員のサポートが受けられる。通院する当事者ならびにその介護者1名が対象で、往路は対象列車の乗車が条件。通院する乗客1名が利用する往復割引乗車券のほか、通院の当事者と介護者1名の合計2名を対象とする往復割引乗車券（2人券）が用意され、また有効期間は2日間あることから、介護者・介助者の利便性を高めている。なお盛岡駅到着後の病院までの通院の便については、提携企画外だが岩手中央タクシーの料金割引サービスを紹介している。
盛岡市内の朝夕を中心にした道路の交通渋滞解消と公共交通機関の経営改善に資するため、また自家用車の台数の増加に伴って中心市街地から郊外型の大型商業施設に購買客が離れる傾向があることから、公共交通機関と自家用車を利用しわける経済的な商品を作った。「すごeーきっぷ」はIGS線巣子駅・盛岡駅間の鉄道路線から盛岡市の都心循環バス「でんでんむし」と岩手県交通バス、岩手県北バス乗り継ぎができる1日フリーきっぷで、特典として2009年（平成21年）3月31日まで期間限定で映画館の鑑賞料割引など、順次、設定して好評を得ると、利用期間の更新を重ねている。
「フェザン買物きっぷ」は土曜日・日曜日・祝日を対象とする鉄道の往復割引乗車券に、市内のバスフリーきっぷと指定の提携先の買い物券を組み合わせた企画きっぷである。2003年（平成15年）に初めて発売された。乗車駅 - IGR盛岡駅間の往復乗車券に2,000円分のフェザン買い物券の組み合わせで、2008年度の発売及び利用期間は2008年（平成20年）3月1日から2009年（平成21年）3月29日のうち土・日・祝日（最大連続3日間）と設定され、期間中の夏季は2008年8月1日・4日と、冬季は2009年1月2日もそれぞれ利用期間に組み込まれた。提携先のホテルメトロポリタン盛岡本館ほか新館ニューウイング内のレストランでも利用できる。発売後の反響を受け、2009年（平成21年）3月31日まで期間限定で映画館の鑑賞料割引など、順次、特典を追加している。
広域の交通事業者4社が連携した事業では「きたいわてぐるっとパス」を、列車とバスを乗り継いで岩手県北部を3日間めぐる周遊券として通年発売。これはIGRいわて銀河鉄道・三陸鉄道・JRバス東北・岩手県北バスのタイアップ事業であり、利用する路線ごとに乗車方向の指定がある。
地域の商業、文化、観光事業との連携も進め、2015年（平成27年）から年末年始を除く土日・祝日に利用可能な企画きっぷ「アピオきっぷ」を発売。イベント会場として活用される岩手産業文化センターアピオとの往復きっぷとして、盛岡 - 金田一温泉間の各駅といわて銀河鉄道線滝沢駅間、岩手県交通バスの滝沢駅 - 岩手産業文化センター停留所間が利用できる。同年10月1日には、IGR線全線1日乗り放題の企画きっぷ「IGRホリデーフリーきっぷ」が発売された。ドリンクや串焼と引き換えができる特典引換券がセットされている。
子育て家庭を支援する企画きっぷとして岩手県立児童館いわて子どもの森、奥中山高原とタイアップした「奥中山高原 子どもの森きっぷ」がある。2003年（平成15年）に初めて発売された。IGR線の往復割引運賃と岩手県北バスフリーきっぷ（奥中山高原駅・奥中山高原温泉・いわて子どもの森相互区間）に、イベント参加費と食事券または温泉施設利用券がセットされている。2008年（平成20年）の発売期間・利用期間は4月26日から同年11月30日で奥中山高原温泉のタオル付き入浴料（1回）と、子どもの森「ようかいスタンプラリー」のオリジナル台紙に、「カナンの園」手作り菓子がおみやげとして提供された。冬季は車を運転できない中高生向けに「奥中山高原 温泉・スキーきっぷ」を発売している。
「中学生往復 半額きっぷ」は、大人運賃に変わる中学生の鉄道利用の機会を増やそうと企図され、土曜・日曜・祝日のほか学校の定める長期休暇期間を拡大した期間のうち連続する2日間有効と設定された。料金設定はIGR全線の往復運賃が小児運賃相当の半額である。ただ事前に乗車日の1か月前から購入した場合を除き、JR花輪線もしくはJR東北本線から乗車すると、それぞれ好摩駅と盛岡駅で一旦下車してIGR線の駅窓口で切符を買う必要がある。

### 発売終了した乗車券
- なにゃーと夜市きっぷ
  - 発売期間は一度延長され、2008年（平成20年）3月21日から2009年（平成21年）3月20日まで、利用期間は2008年4月から2009年3月20日までの毎月7日・20日の「なにゃーと夜市」開催日であった。IGR線盛岡駅・巣子駅間の利用区間往復乗車券とクーポン券（100円券7枚）、五穀ソフトクリーム引換券、二戸市シビックセンター内の共通入場券（福田繁雄デザイン館・田中館愛橘記念科学館）が付いた。なにゃーと夜市では100円クーポン券を1会計につき1枚ずつ使用可能で、ソフトクリーム引換券を利用できる。
- コロプラ1日フリーきっぷ
  - 利用可能期間は2014年4月1日から2017年3月31日まで[55]
- IGR・青い森鉄道開業15周年記念フリーきっぷ
  - 発売期間は2017年（平成29年）11月25日から同年12月31日まで。青い森鉄道線の八戸 - 青森間は乗車区間外[33]。
- IGR・青い森鉄道開業20周年記念きっぷ[56]
  - もりもりきっぷ（いわて銀河鉄道線・青い森鉄道線乗り放題きっぷ）
    - 発売期間は、2022年（令和4年）7月16日から同年10月31日（利用は11月1日）まで。

  - 青森割引きっぷ（盛岡⇒青森）
  - 盛岡割引きっぷ（青森⇒盛岡）
    - 発売・利用期間は、2022年（令和4年）7月16日から同年10月31日まで。

## 駅一覧
- 東京からの累計営業キロは、国鉄・JR時代に使われていたもの
- 全列車が普通列車（すべての駅に停車）

| 駅名                      | 営業キロ | 営業キロ  | 営業キロ  | 接続路線・備考                                                                                  | 所在地               | 所在地               |
| 駅名                      | 駅間     | 累計      | 累計      | 接続路線・備考                                                                                  | 所在地               | 所在地               |
| 駅名                      | 駅間     | 盛岡 から | 東京 から | 接続路線・備考                                                                                  | 所在地               | 所在地               |
| ------------------------- | -------- | --------- | --------- | ----------------------------------------------------------------------------------------------- | -------------------- | -------------------- |
| 盛岡駅                    | -        | 0.0       | 535.3     | 東日本旅客鉄道： 東北新幹線・■秋田新幹線・■東北本線（一ノ関駅まで直通運転）・■田沢湖線・■山田線 | 岩手県               | 盛岡市               |
| 青山駅                    | 3.2      | 3.2       | -         | （IGR新設駅）                                                                                   | 岩手県               | 盛岡市               |
| 厨川駅                    | 2.4      | 5.6       | 540.9     |                                                                                                 | 岩手県               | 盛岡市               |
| 巣子駅                    | 4.6      | 10.2      | -         | （IGR新設駅）                                                                                   | 岩手県               | 滝沢市               |
| 滝沢駅 （学園の杜）       | 2.0      | 12.2      | 547.5     |                                                                                                 | 岩手県               | 滝沢市               |
| 渋民駅 （啄木のふるさと） | 4.4      | 16.6      | 551.9     |                                                                                                 | 岩手県               | 盛岡市               |
| 好摩駅                    | 4.7      | 21.3      | 556.6     | 東日本旅客鉄道：■花輪線（盛岡方面から直通運転）                                                 | 岩手県               | 盛岡市               |
| 岩手川口駅                | 5.6      | 26.9      | 562.2     |                                                                                                 | 岩手県               | 岩手郡 岩手町        |
| いわて沼宮内駅            | 5.1      | 32.0      | 567.3     | 東日本旅客鉄道： 東北新幹線                                                                     | 岩手県               | 岩手郡 岩手町        |
| 御堂駅                    | 5.3      | 37.3      | 572.6     |                                                                                                 | 岩手県               | 岩手郡 岩手町        |
| 奥中山高原駅              | 7.1      | 44.4      | 579.7     |                                                                                                 | 岩手県               | 二戸郡 一戸町        |
| 小繋駅                    | 7.8      | 52.2      | 587.5     |                                                                                                 | 岩手県               | 二戸郡 一戸町        |
| 小鳥谷駅                  | 7.6      | 59.8      | 595.1     |                                                                                                 | 岩手県               | 二戸郡 一戸町        |
| 一戸駅                    | 4.7      | 64.5      | 599.8     |                                                                                                 | 岩手県               | 二戸郡 一戸町        |
| 二戸駅                    | 6.3      | 70.8      | 606.1     | 東日本旅客鉄道： 東北新幹線                                                                     | 岩手県               | 二戸市               |
| 斗米駅                    | 2.9      | 73.7      | 609.0     |                                                                                                 | 岩手県               | 二戸市               |
| 金田一温泉駅              | 4.7      | 78.4      | 613.7     |                                                                                                 | 岩手県               | 二戸市               |
| 目時駅                    | 3.6      | 82.0      | 617.3     | 青い森鉄道：■青い森鉄道線（八戸駅まで直通運転）                                                 | 青森県 三戸郡 三戸町 | 青森県 三戸郡 三戸町 |